# 박훈정 (배우)
박훈정(1991년 1월 29일~)은 대한민국의 배우이다.

## 학력
- 단국대학교 연극전공

## 출연작

### 영화
- 《썸머타임》(2001년) - 놀이터 아이 역

### 드라마 & 시트콤
- 《최강 울엄마》(2007년, KBS2)
- 《연어의 꿈》(2006년, KBS2) - 최경석 역
- 《성장드라마 반올림 시즌 2》(2005년, KBS2) - 이하림 역
- 《성장드라마 반올림》(2003년, KBS2) - 이하림 역
- 《네 멋대로 해라》(2002년, MBC) - 성호 역
- <<원작동화>> 2002년 EBS

### 연극
- 《소년을 만나다》(2017년) - 소년/창남 역
- 《형장의 이슬》(2015년) - 검사 역
- 《좀비가 된 사람들》(2015년) - 리더/남자 A 역
- 《그놈을 잡아라》(2012년) - 남지운 작가 역

### 광고
- 팔도라면
- 손오공
- 유니레버
- 재능교육
- LG그룹
- 베지밀